# Nymphargus sucre
Nymphargus sucre es una especie de anfibio anuro de la familia Centrolenidae.

## Distribución geográfica
Esta especie es endémica de la provincia de Morona-Santiago en Ecuador. Habita entre los 2140 y 2160 m sobre el nivel del mar en la ladera oriental de la Cordillera Oriental.

## Etimología
Esta especie lleva el nombre en honor a Antonio José de Sucre.

## Publicación original
- Guayasamin, 2013: A new yellow species of glassfrog (Centrolenidae: Nymphargus) from the Amazonian slopes of the Ecuadorian Andes. Zootaxa, n.º 3541, p. 193-200.[3]